# Crache Ton Venin
Crache Ton Venin е вторият албум на френската рок група Телефон. Заглавието се превежда буквално като "Изплюй своята отрова", което е и името на пилотната песен от албума. Той излиза през 1979 година и е първият албум, който бетонира мястото на Телефон в авангарда на френските рок групи за епохата си. Някои тълкуватели виждат в него френската версия на Ролинг Стоунс. Албумът е записан в Лондон, с продуцент Мартин Рушон, който преди е имал работа с Бъзкокс.
Вътрешната корица на албума, по своята външност, напомня за типичните за времето си корици на британски пънк и ню уейв албуми. Тя е оригинална заради това, че дрехите на музикантите са отпечатани на индиго, под което се съхранява изображение на същите тези музиканти, този път голи (с тактично кръстосани крака). Дизайнът е направен от модния фотограф и режисьор Жан-Батист Мондино, който по-късно ще стане творческа сила във видеоклипа от 1984 г. на Un autre monde.
Френското издание на Ролинг Стоун определя албума като 17-ия най-велик френски рок албум (17 от 100 общо).